# Steven Lindsey

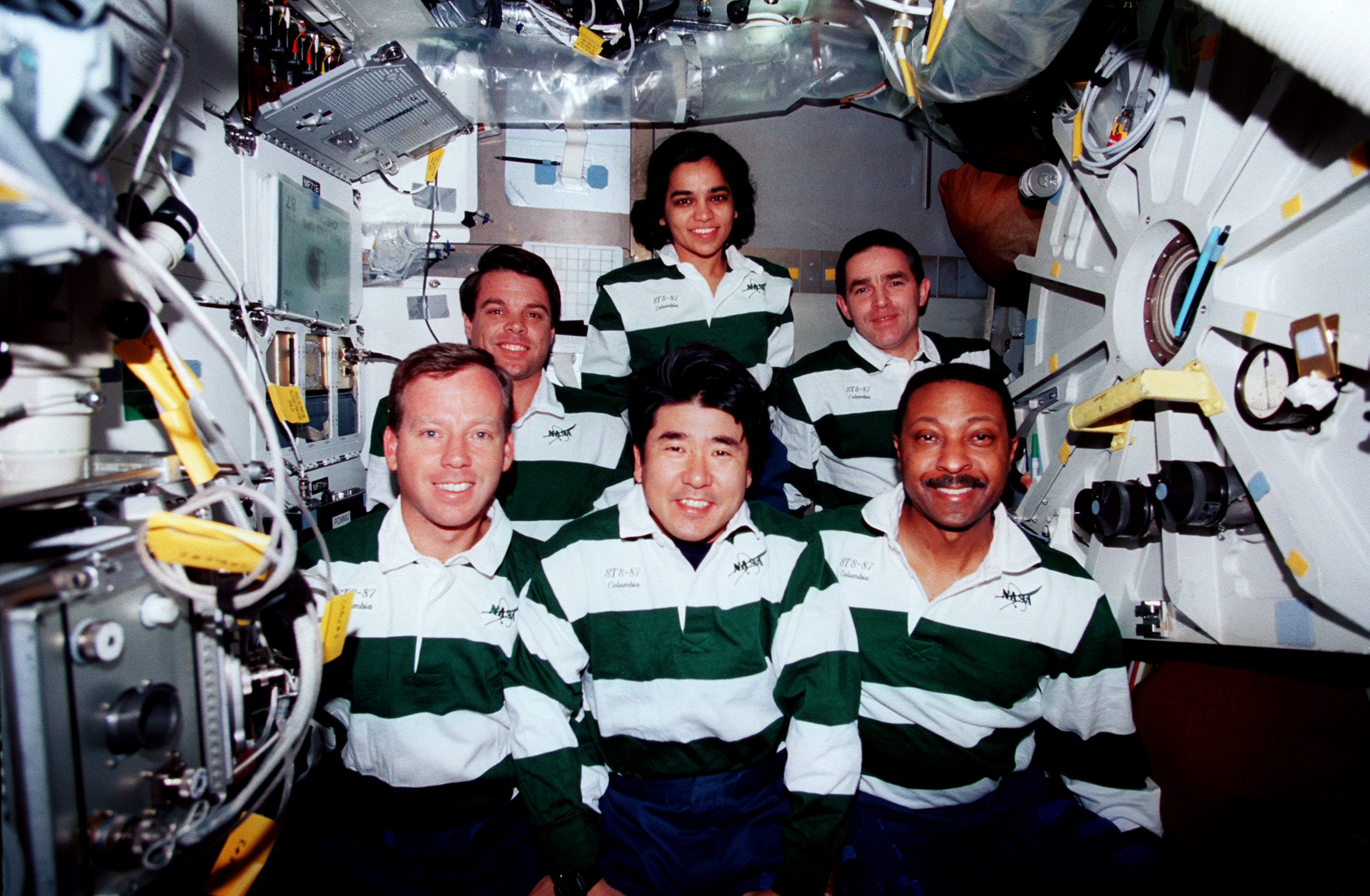
Załoga misji STS-87 – od lewej: Steven Lindley, Kevin Kregel, Takao Doi, Kalpana Chawla, Łeonid Kadeniuk i Winston Scott

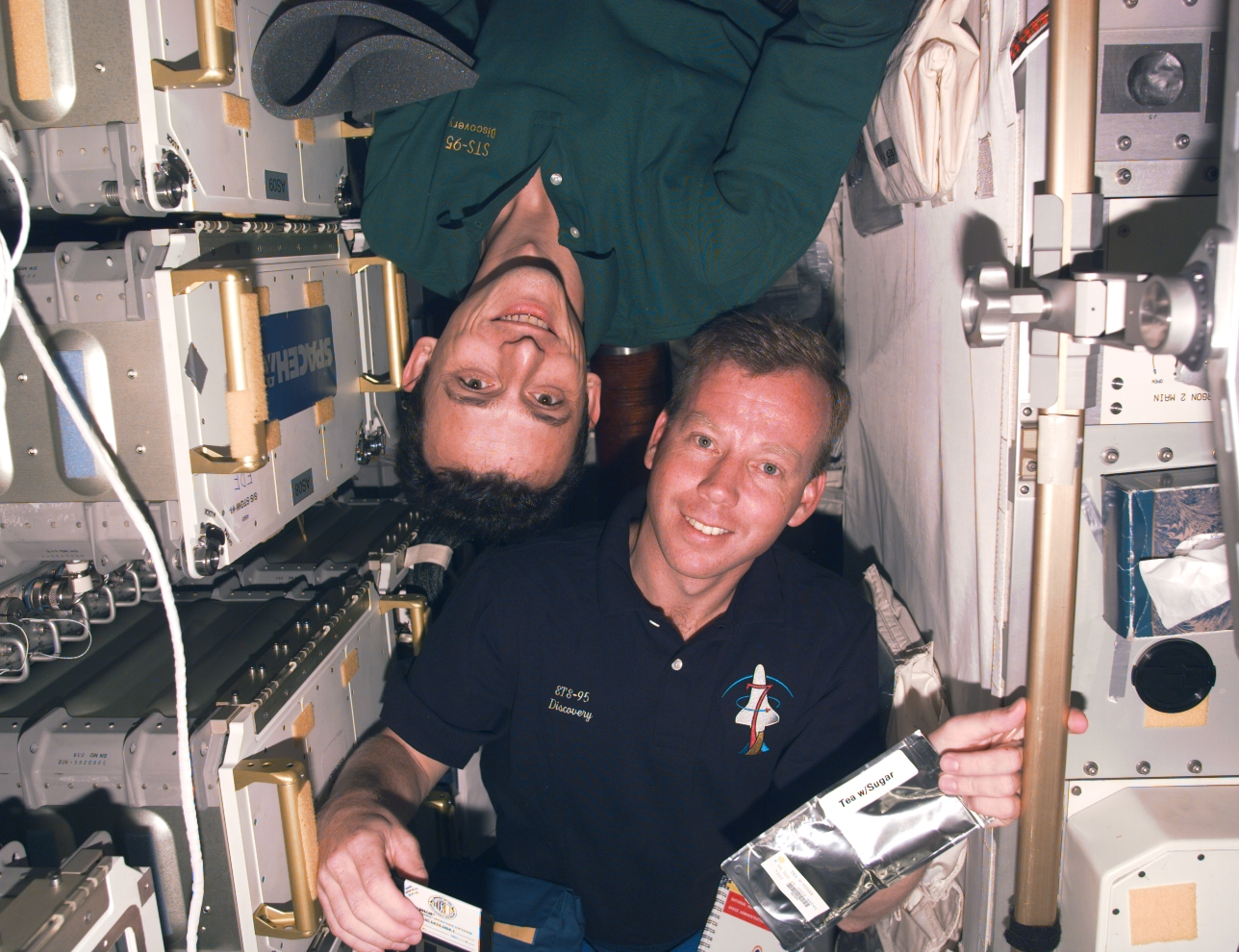
Misja STS-95 – Pedro Duque i Steven Lindsey w module Spacehab

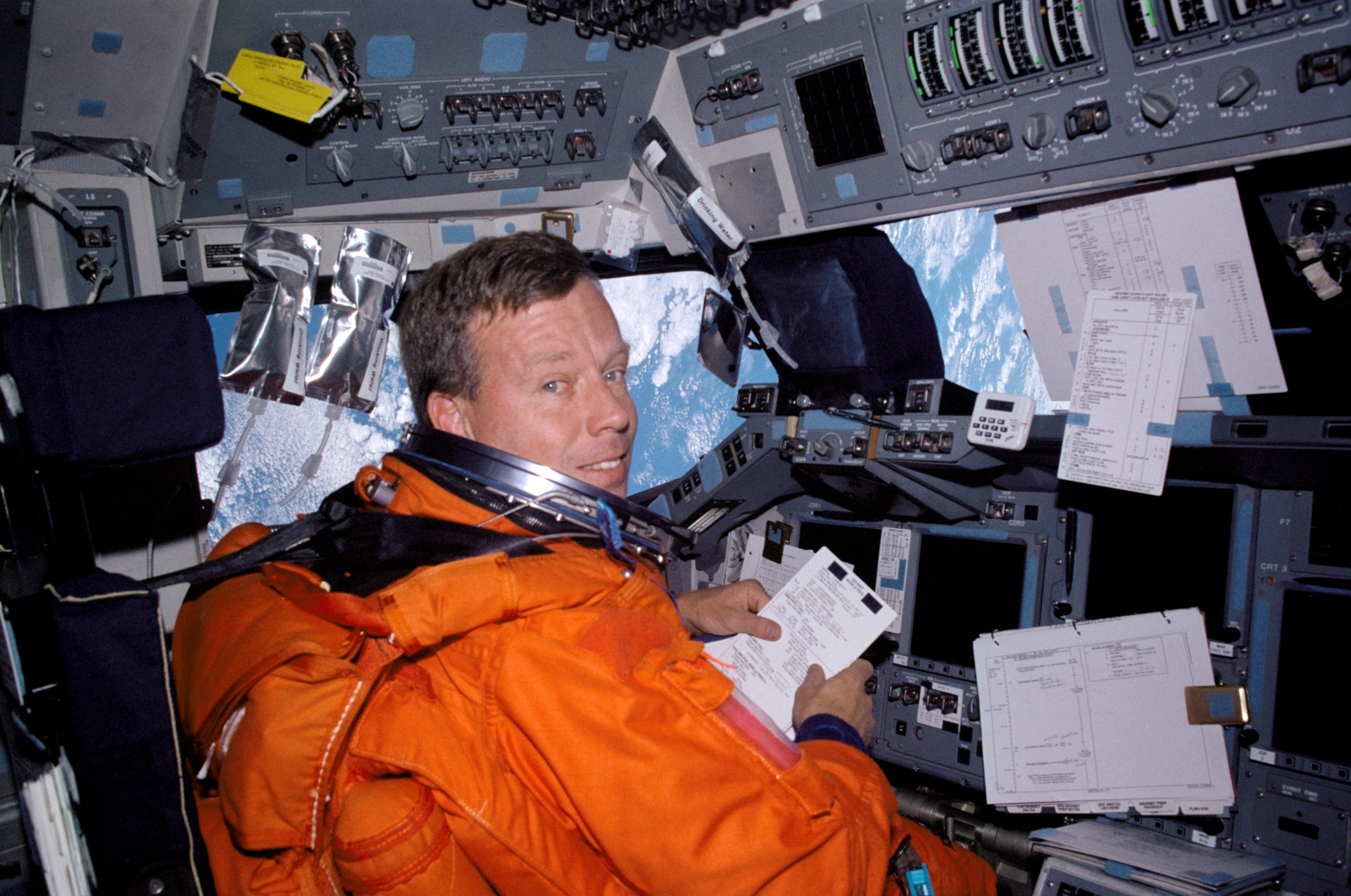
Misja STS-104 – Steven Lindsey w kokpicie promu Atlantis

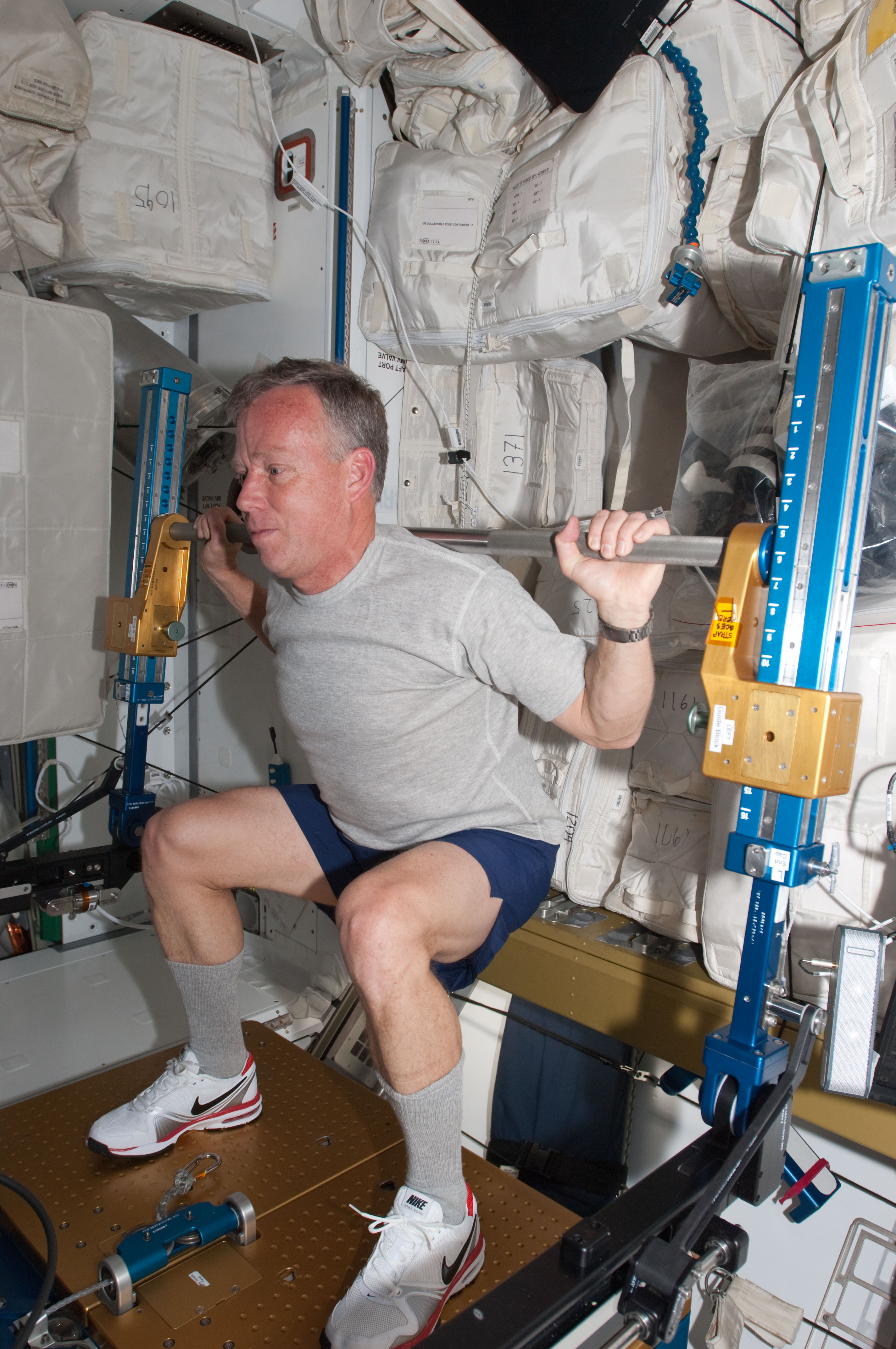
Misja STS-133 – Steven Lindsey ćwiczy na pokładzie Międzynarodowej Stacji Kosmicznej

Steven Wayne Lindsey (ur. 24 sierpnia 1960 w Arcadii w stanie Kalifornia) – amerykański astronauta, pilot wojskowy, inżynier, pułkownik United States Air Force.

## Wykształcenie i służba wojskowa
- 1978 – ukończył szkołę średnią (Temple City High School) w Temple City w Kalifornii.
- 1982 – ukończył Akademię Sił Powietrznych Stanów Zjednoczonych, uzyskując licencjat w dziedzinie nauk inżynieryjnych oraz nominację na stopień podporucznika.
- 1983–1987 – po przeszkoleniu w bazie lotniczej Reese w Teksasie, uzyskaniu kwalifikacji pilota i zaliczeniu lotów ćwiczebnych na samolocie RF-4C Phantom II został skierowany do 12. eskadry rozpoznania taktycznego (12th Tactical Reconnaissance Squadron) w innej teksańskiej bazie lotniczej – Bergstrom. Od 1984 do 1987 służył tam jako pilot bojowy oraz pełnił funkcję pilota-instruktora i wykładowcy. W 1987 otrzymał skierowanie do zlokalizowanego w bazie Wright-Patterson w Ohio Air Force Institute of Technology, po ukończeniu którego uzyskał magisterium w dziedzinie inżynierii lotniczej.
- 1989 – odbył szkolenie w Szkole Pilotów Doświadczalnych Sił Powietrznych (USAF Test Pilot School) w kalifornijskiej bazie Edwards. Kurs zaliczył z nagrodą (Liethen-Tittle Award) dla wyróżniającego pilota grupy rocznikowej 89A.
- 1990–1993 – służył w 3247. eskadrze doświadczalnej (3247th Test Squadron), stacjonującej w bazie Eglin na Florydzie. Kierował testami uzbrojenia i podsystemów myśliwców F-16 i F-4. Pełnił także funkcje zastępcy dyrektora systemu zaawansowanego zwiadu taktycznego oraz dowódcy eskadry F-16.
- 1993–1994 – odbył roczne studia w Kolegium Dowodzenia i Sztabu Sił Powietrznych (Air Command and Staff College), znajdującego się w bazie Maxwell w Alabamie. Po ich ukończeniu powrócił do bazy Eglin, obejmując stanowisko szefa zespołu w Biurze SEEK EAGLE (United States Air Force SEEK EAGLE Office). Był odpowiedzialny za wojskową certyfikację uzbrojenia przeznaczonego dla samolotów F-16, F-111, A-10 i F-117.
- Marzec 1995 – otrzymał skierowanie do NASA w charakterze kandydata na astronautę.
- Wrzesień 2006 – zakończył czynną służbę w United States Air Force.

Jako pilot wylatał ponad 7000 godzin za sterami ponad 50 typów samolotów.

## Kariera astronauty
- 8 grudnia 1994 – został zakwalifikowany do 15. grupy astronautów NASA.
- 1996 – ukończył szkolenie podstawowe przewidziane dla pilotów wahadłowców i został skierowany do Biura Astronautów NASA. Początkowo zajmował się weryfikacją oprogramowania lotów w Laboratorium Integracji Awioniki Wahadłowca (Shuttle Avionics Integration Laboratory – SAIL), a następnie uczestniczył w pracach nad modernizacją wielofunkcyjnego kokpitu promu kosmicznego. Później został naczelnikiem działu ds. eksploatacji Międzynarodowej Stacji Kosmicznej (ISS).
- 19 listopada – 5 grudnia 1997 – był pilotem promu Columbia podczas misji STS-87.
  - Po powrocie na Ziemię nadzorował trening załóg, m.in. w zakresie techniki lądowania wahadłowca.
- 29 października – 7 listopada 1998 – uczestniczył w wyprawie STS-95 jako pilot promu Discovery.
  - Po zakończeniu misji kosmicznej został zastępcą dyrektora ds. eksploatacji wahadłowców. Objął także stanowisko współprzewodniczącego w Space Shuttle Cockpit Council, radzie zajmującej się modernizacją kokpitu promów kosmicznych. Odpowiadał za prace projektowe, testy i wdrożenie nowych rozwiązań w zakresie awioniki wahadłowca. Ogólny koszt przedsięwzięcia osiągnął sumę 400 milionów dolarów.
  - Pełnił także funkcję szefa ds. Międzynarodowej Stacji Kosmicznej. Koordynował i nadzorował działania – realizowane przez NASA oraz placówki zewnętrzne – mające na celu kompleksowe zaopatrzenie oraz rozbudowę i modernizację ISS.
- 28 września 2000 – otrzymał nominację na dowódcę misji STS-104.
- 12–25 lipca 2001 – dowodził wyprawą STS-104, lecącą wahadłowcem Atlantis.
- Grudzień 2002 – został mianowany dowódcą misji STS-119, której start był planowany na styczeń 2004. Jednakże po katastrofie promu Columbia plan lotów wahadłowców został gruntownie zmieniony. Nastąpiły także przeszeregowania w obsadach załóg. W rezultacie realizację misji STS-119 (z nową załogą) przeniesiono na marzec 2009.
- Listopad 2003 – został mianowany dowódcą wyprawy STS-121.
- 4–17 lipca 2006 – dowodził misją STS-121 realizowaną przez załogę promu Discovery.
  - Po zakończeniu wyprawy został szefem Biura Astronautów NASA. Otrzymawszy powołanie do załogi misji STS-133, ustąpił ze stanowiska, które przejęła jego koleżanka-astronautka Peggy Whitson.
- 2011 – od 24 lutego do 9 marca dowodził wyprawą STS-133, odbywając swój trzeci lot wahadłowcem Discovery. 15 lipca zakończył pracę w NASA.

## Loty kosmiczne
STS-87 (Columbia F-24)
Od 19 listopada do 5 grudnia 1997 uczestniczył w locie STS-87 jako pilot wahadłowca. Razem z nim w kosmos polecieli: Kevin R. Kregel (dowódca misji), Kalpana Chawla (specjalista misji – MS-1), Winston E. Scott (MS-2), Takao Doi (MS-3) i Łeonid Kadeniuk z Ukrainy (specjalista ładunku – PS-1). Był to czwarty lot, w trakcie którego na pokładzie promu znajdował się zestaw aparatury USMP-4 (US Microgravity Payload), składający się z urządzeń do obserwacji różnych zjawisk fizycznych w stanie nieważkości oraz obserwacji Słońca. Podczas misji astronauci dwukrotnie opuszczali pokład wahadłowca, testując narzędzia niezbędne do montażu Międzynarodowej Stacji Kosmicznej. Ponadto przechwycili na orbicie satelitę Spartan-201, który uprzednio został umieszczony w kosmosie przez załogę promu.  Podczas EVA Lindsey sterował pierwszym swobodnym lotem AERCam Sprint (Autonomus Extravehicular Activity Robotic Camera) – sferycznego minirobota wyposażonego w kamerę. Po wykonaniu 252 okrążeń Ziemi wahadłowiec Columbia wylądował w Centrum Kosmicznym im. Johna F. Kennedy'ego (KSC) na Przylądku Canaveral na Florydzie.
STS-95 (Discovery F-25)
29 października 1998 Steven Lindley rozpoczął swój drugi lot w kosmos. Tym razem był pilotem promu Discovery w ramach misji STS-95. Pozostałymi członkami wyprawy byli: Curtis L. Brown, Jr. (dowódca misji), Scott E. Parazynski (MS-1), Stephen K. Robinson (MS-2), Hiszpan Pedro F. D. Duque (MS-3) oraz Japonka Chiaki Mukai (PS-1). W skład załogi wchodził także 77-letni senator John Glenn (MS-2), który w 1962 jako pierwszy astronauta amerykański wykonał lot orbitalny, a biorąc udział w locie STS-95, został najstarszym dotychczas uczestnikiem misji kosmicznej.
Dziewięciodniowa wyprawa STS-95 miała charakter naukowy. W ładowni wahadłowca znajdował się hermetyczny moduł Spacehab-SM, połączony z kabiną promu specjalnym tunelem. Wykonywane w nim podczas lotu eksperymenty naukowe opracowały: NASA, NASDA i ESA. Doświadczenia obejmowały takie dziedziny jak medycyna, biologia i mikrograwitacja. Osobnym badaniom – przygotowanym przy współpracy z instytutem gerontologicznym (National Institute on Aging) – został poddany John Glenn. Dotyczyły one procesu starzenia się i wpływu pobytu w stanie nieważkości na organizm ludzki. Ponadto po raz piąty w ramach wypraw wahadłowców umieszczono na orbicie satelitę badawczego Spartan-201, którego zadaniem było przeprowadzenie obserwacji astronomicznych. Podczas tej misji satelita przez dwa dni dokonywał badań Słońca i wiatru słonecznego. Następnie załoga przechwyciła go i umieściła w ładowni promu. Po wykonaniu zaplanowanego programu, 7 listopada 1998 wahadłowiec Discovery wylądował w KSC.
STS-104 (Atlantis F-24)
12 lipca 2001 po raz trzeci poleciał w kosmos, tym razem jako dowódca misji STS-104, realizowanej przez załogę promu Atlantis. W wyprawie uczestniczyli także: Charles Hobaugh (pilot wahadłowca), Michael Gernhardt (MS-1), Janet Kavandi (MS-2) oraz James F. Reilly II (MS-3). Był to dziesiąty lot wahadłowca na Międzynarodową Stację Kosmiczną z tzw. misją montażową (ISS 7A). Podczas wyprawy załoga promu pracowała wspólnie z członkami stałej obsady ISS. Astronauci Gernhardt i Reilly trzykrotnie wychodzili na zewnątrz stacji kosmicznej, dokonując prac montażowych: 15 lipca przez blisko sześć godzin instalowali na bocznym węźle cumowniczym modułu Unity ważącą 6,5 tony śluzę powietrzną Quest, 18 lipca wyposażyli moduł w trzy zbiorniki z powietrzem oraz sprawdzili ich szczelność, zaś 21 lipca podłączyli czwarty zbiornik z powietrzem i dokonali przeglądu mechanizmu rozkładania baterii słonecznych – wtedy też po raz pierwszy do wyjścia w otwartą przestrzeń kosmiczną została użyta śluza Quest. Spacery kosmiczne Gernhardta i Reilly’ego trwały łącznie 16,5 godziny. Podczas realizacji planu zadań doszło do kilku awarii (m.in. twardego dysku komputera, wykryto także nieszczelność połączenia stacji z komponentem Quest), wskutek których kierownictwo lotu podjęło decyzję o jego przedłużeniu o jeden dzień, pragnąc w pełni zrealizować program misji. Następnie doszło do ponownego wydłużenia wyprawy, tym razem z powodu złych warunków atmosferycznych panujących na półwyspie florydzkim. Ostatecznie prom wylądował w KSC 25 lipca 2001.

## Odznaczenia i nagrody
- Medal Sił Powietrznych za Wybitną Służbę
- Legia Zasługi
- Zaszczytny Krzyż Lotniczy
- Medal Departamentu Obrony za Wzorową Służbę
- Medal Departamentu Obrony za Chwalebną Służbę
- Medal za Chwalebną Służbę
- Medal za Osiągnięcie Lotnicze
- Medal Pochwalny
- Medal za Osiągnięcie
- National Defense Service Medal
- NASA Distinguished Service Medal
- NASA Outstanding Leadership Medal
- NASA Exceptional Service Medal
- NASA Space Flight Medal – czterokrotnie
- Liethen-Tittle Award
- Distinguished Eagle Scout Award
- Universal Astronaut Insignia za lot orbitalny (nr 365) – Stowarzyszenie Uczestników Lotów Kosmicznych (Association of Space Explorers(inne języki))[1]

## Wykaz lotów
| Loty kosmiczne, w których uczestniczył Steven W. Lindsey     | Loty kosmiczne, w których uczestniczył Steven W. Lindsey | Loty kosmiczne, w których uczestniczył Steven W. Lindsey | Loty kosmiczne, w których uczestniczył Steven W. Lindsey | Loty kosmiczne, w których uczestniczył Steven W. Lindsey | Loty kosmiczne, w których uczestniczył Steven W. Lindsey | Loty kosmiczne, w których uczestniczył Steven W. Lindsey |
| Nr                                                           | Data startu                                              | Data lądowania                                           | Statek kosmiczny                                         | Funkcja                                                  | Czas trwania                                             |                                                          |
| ------------------------------------------------------------ | -------------------------------------------------------- | -------------------------------------------------------- | -------------------------------------------------------- | -------------------------------------------------------- | -------------------------------------------------------- | -------------------------------------------------------- |
| 1                                                            | 19 listopada 1997                                        | 5 grudnia 1997                                           | STS-87 Columbia F-24                                     | Pilot wahadłowca                                         | 15 dni 16 godzin 34 minuty                               |                                                          |
| 2                                                            | 29 października 1998                                     | 6 listopada 1998                                         | STS-95 Discovery F-25                                    | Pilot wahadłowca                                         | 8 dni 21 godzin 43 minuty                                |                                                          |
| 3                                                            | 12 lipca 2001                                            | 25 lipca 2001                                            | STS-104 Atlantis F-24                                    | Dowódca misji                                            | 12 dni 18 godzin 34 minuty                               |                                                          |
| 4                                                            | 4 lipca 2006                                             | 17 lipca 2006                                            | STS-121 Discovery F-32                                   | Dowódca misji                                            | 12 dni 18 godzin 36 minut                                |                                                          |
| 5                                                            | 24 lutego 2011                                           | 9 marca 2011                                             | STS-133 Discovery F-39                                   | Dowódca misji                                            | 12 dni 19 godzin 4 minuty                                |                                                          |
| Łączny czas spędzony w kosmosie — 62 dni 22 godzin 33 minuty |                                                          |                                                          |                                                          |                                                          |                                                          |                                                          |